# Arne Darnell
Per Arne Darnell, född 8 december 1936 i Örnsköldsvik, död 13 september 2022 i Kristianstads Heliga Trefaldighets distrikt, var en svensk formgivare och industridesigner. Han formgav bland annat plastprodukter för Perstorp AB 1963–1970 och för Hammarplast i Tingsryd från 1971. Arne Darnell är representerad vid Nationalmuseum. Han är far till serietecknaren Jonas Darnell.

## Fotnoter
1. ↑  Merinfo.se, läs online, läst: 4 april 2019.[källa från Wikidata]
2. ↑  Examina vid Konstfack, Dagens Nyheter, 26 maj 1962, läs online.[källa från Wikidata]
3. 1 2  Evas design- och stilhistoria, läs online.[källa från Wikidata]
4. ↑  Sveriges dödbok 1815–2022, nionde utgåvan, Sveriges Släktforskarförbund, december 2023, Darnell, Per Arne
(19361208-1418)
SKV 2022?
5. ↑  Atle Bjarnestam, Eva (2005). De formade 1900-talet: design A till Ö. Stockholm: Natur och Kultur. sid. 73. Libris 9628625. ISBN 9127107787
6. ↑  Nationalmuseums webbplats